# Mörbyholm
Mörbyholm är en bebyggelse utmed länsväg 230 i Gillberga socken i Eskilstuna kommun. Från 2015 till 2023 avgränsade SCB här en småort.